# Campeonato Chileno de Futebol de 1965 - Segunda Divisão
O Campeonato Chileno de Futebol de Segunda Divisão de 1965 foi a 14ª edição do campeonato do futebol do Chile, segunda divisão, no formato "Primera B". Em turno e returno os 13 clubes jogam todos contra todos. O Campeão é promovido para o Campeonato Chileno de Futebol de 1966. O último colocado iria para as Associações de Origem de Futebol do Chile - nível local.

## Participantes
| Equipe                                                | Cidade           | Região                  | No ano anterior                                    | Estádio                                               | Capacidade | Títulos        | Participações |
| ----------------------------------------------------- | ---------------- | ----------------------- | -------------------------------------------------- | ----------------------------------------------------- | ---------- | -------------- | ------------- |
| Club Deportivo Trasandino de Los Andes                | Los Andes        | Província de Aconcágua  | Quinto Lugar                                       | Estádio Regional de Los Andes                         | 2.500      | 0 (não possui) | 14            |
| Club de Deportes de la Universidad Técnica del Estado | Santiago         | Província de Santiago   | Décimo Lugar                                       | Estádio da Universidad Técnica del Estado             | 3.000      | 0 (não possui) | 12            |
| Club Deportivo San Bernardo Central                   | San Bernardo     | Província de Santiago   | Sétimo Lugar                                       | Estádio Maestranza                                    | 4.000      | 0 (não possui) | 10            |
| Iberia - Puente Alto                                  | Puente Alto      | Província de Santiago   | Décimo Lugar                                       | xxx                                                   | xxx        | 0 (não possui) | 10            |
| Club de Deportes Ñublense                             | Chillán          | Província de Ñuble      | Sexto Lugar                                        | Estádio Bicentenário Municipal Nelson Oyarzún         | 12.000     | 0 (não possui) | 7             |
| Club Deportivo Lister Rossel                          | Linares          | Província de Linares    | Vice Campeão                                       | Estádio Fiscal de Linares                             | 7.000      | 0 (não possui) | 6             |
| Club Deportivo Luis Cruz Martínez                     | Curicó           | Província de Curicó     | Nono Lugar                                         | Estádio ANFA Luis H. Álvarez                          | 1.000      | 0 (não possui) | 4             |
| Club Deportivo Municipal de Santiago                  | Santiago         | Província de Santiago   | Quarto Lugar                                       | Estádio Militar                                       | 13.500     | 0 (não possui) | 3             |
| Club Social y Deportivo San Antonio Unido             | San Antonio      | Província de Valparaíso | Sétimo Lugar                                       | Estádio Municipal Doctor Olegario Henríquez Escalante | 2.000      | 0 (não possui) | 4             |
| Colchagua Club de Deportes                            | San Fernando     | Província de Colchagua  | Décimo Segundo Lugar                               | Estádio Municipal Jorge Silva Valenzuela              | 5.900      | 0 (não possui) | 9             |
| Club de Deportes Ovalle Ferroviarios                  | Ovalle           | Província de Coquimbo   | Décimo Terceiro Lugar                              | Estádio Municipal de Ovalle                           | 8.000      | 0 (não possui) | 4             |
| Club Deportivo Huachipato                             | Talcahuano       | Província de Concepción | [ 2 ]                                              | Estádio Las Higueras                                  | -----      | 0 (não possui) | 1             |
| Club Deportivo Ferrobádminton                         | Estación Central | Província de Santiago   | Rebaixado do Campeonato Chileno de Futebol de 1964 | Estádio Ferroviário Hugo Arqueros Rodríguez           | 30.000     | 0 (não possui) | 1             |

## Campeão
| Campeão Chileno Segunda Divisão 1965                                 |
| -------------------------------------------------------------------- |
| Club Deportivo Ferrobádminton (Estación Central) (1º título) Campeão |